# Речення
Ре́чення — граматична конструкція, побудована з одного чи кількох слів певної мови, що становить окрему, відносно незалежну думку; значеннєве, граматичне та інтонаційне ціле, що виражає якусь думку у відношенні її до дійсності (предикативність, створена категоріями модальності, часу й особи) одним словом чи сполукою слів.

## Структура речення, його члени
В українській мові основою типового речення є підмет у його зв'язку з присудком (Учень читає, так зване непоширене речення), навколо яких згуртовуються у поширеному реченні його другорядні члени: означення й прикладки в групі підмета, та додатки і обставини в групі присудка (Білявий учень-шестикласник уважно читає при столі книжку). На вираз синтаксичних і значеннєвих стосунків слова речення перебувають поміж собою у зовнішньо-формальних зв'язках підрядності (за традицією шкільної граматики, так звані погодження, — узгодження, керування, прилягання й тяжіння) або сурядності (поміж однорідними членами речення: Учні й студенти читають і вчаться).
Окремі слова й словосполучення можуть інтонаційно до певної міри виділятися зі складу речення як його супровідні та постпозитивні уточнювальні члени (звертання, відокремлені члени речення — прикметниковий, дієприкметниковий і дієприслівниковий звороти, вставні і вставлені та модальні слова). Внутрішні відношення поміж членами речення підрядного зв'язку поділяють на: апозитивні (між іменником і прикладкою), предикативні (між підметом і присудком), об'єктивні (між присудком і додатком), атрибутивні (між іменником і його означенням) та обставинні (між присудком тощо і обставинами). Де граматичний центр речення складений з одного головного члена речення, співвідносного з підметом чи присудком, там речення одночленне — безприсудкове чи безпідметове: номінативне або називне (Ніч), безособове (Світає. Його шкода. Бути бурі. Ліс вітром повалило), узагальнено-особове (Всієї роботи не переробиш) чи неозначено-особове (Просять курити). Як еквіваленти речення можуть виступати однослівні й багатослівні вислови, модальні слова й частки, що виступають як речення на тлі певного контексту або обстановки ( — Невже? — Егеж. — Ого!). Вони, як і неповні та незакінчені речення та приєднувальні конструкції, характеризують зокрема діалогічну й розмовну мову, як також побудовані на ній (або на оповіді персонажа) жанри красного письменства. Два й більше речень можуть поєднуватися зв'язком сурядна умовлена різними властивостями мовних явищ. У своїй основі суб'єкт — предикандум, єдиний предикандум одномісного предиката або один з предикандумів багатомісного предиката. Специфічною для суб'єкта є функція теми, яка зводить єдиний предикандум одномісного предиката й один з предикандумів багатомісного предиката в ранг головного члена речення разом з присудком (предикатом).
Проблемним є також визначення обставин як членів речення. Це стосується обставин типу «весело», «холодно», «яскравіше». Визначаючи предикати, вони актуалізують їх значення, вказуючи на властиву їм ознаку. С. Д. Кацнельсон називає ці лексеми не обставинами, а атрибутами, констатуючи, що "такі атрибути не завжди співвіднесені з предметним іменем, але й тоді, коли предмет — не ім'я наявне, вони відносяться до них через предикат. Обставини відрізняються від інших членів речення тим, що до складу речення вони входять на правах «вкраплення». Прямого відношення до внутрішньої структури речення вони не мають і від валентності предикати не залежать. Виконуючи певну функцію, вони характеризують все речення, а не окремий його член.

## Приклади
Я з мамою був у лісі.
Я з бабусею ходив до крамниці.
Я прокинувся рано-вранці.
Я дуже люблю свою роботу.

## Філософський вимір речення
Філософський вимір речення дослідив Тарас Прохасько:
Речення роблять із світу буття, яке і є щастям. Життя речень виконує у бутті таку саму функцію, як обмін речовин, метаболізм у існуванні органічної матерії. Для якісного буття необхідний налагоджений реченнєвий обмін. Маючи доступ до атомів-слів, ми можемо поглинати світ у вигляді сполук-речень. Ми ж їх можемо розщеплювати, перетворюючи у ріст. І ми їх мусимо синтезувати самі. Справа не у вагомості думки, не у мальовничості образів. Буття присутнє тільки у синтезованих, сформульованих реченнях. Тобто у самому процесі синтезу. Речення можуть бути різні — короткі, довгі, дуже довгі, простіші, складніші, точніші, прозоріші, блискучіші, лапідарні, відшліфовані, промовлені, записані, непромовлені. Щастя буття залежить тільки від інтенсивності синтезу. Тобто не від кількості, а від неперервності процесу структурування мови, в якій проживаємо життя.